# Knjiga promjene
Knjiga promjene (jednostavni kineski: 易经, tradicijski kineski: 易經, pinyin: Yì Jīng; I Ching, I Jing, Yi Ching, Yi King, i Yi Jing) najstarije je djelo klasične kineske književnosti. Susreće se pod nazivom Kineska knjiga mudrosti  ili knjiga promjene.   
Jedna od najstarijih knjiga ikada napisana. Razlikuje se od svih drugih sustava razmišljanja i zapisa čovječanstva. Knjiga se koristi za proricanje budućnosti.

## Filozofija
Mudrost je u promatranju prirode ljudskog života i međusobnog djelovanja univerzalnih zakona i ponašanja ljudske jedinke, slobodne volje i sudbine. Knjiga promjene je mudrost koja stavlja promjenu u centar i usvaja vrijeme kao suštinsku činjenicu u strukturi  svijeta i pojedinca. Promjena je prirodan poredak stvari, predstavlja pravu prirodu života i daje smisao životu, element postojanosti. Svaka stvar ili stanje postojanja može se promijeniti samo u nešto blisko njenoj prirodi a ne u nešto sasvim različito. Knjiga mudrosti kombinira intuiciju i iskustvo s logikom  sto omogućava upotrebu razuma i daje slobodu i odgovornost za konačnu odluku. To izdiže knjigu mudrosti na nivo duhovne nauke i filozofije života i razlikuje se od prostog proricanja sudbine u kojem je čovjek lišen slobodne volje i zamišljen kao igračka sudbine koja odlazi do predodređene sudbine na koju ne može vršiti nikakav utjecaj.

## Povijest
Knjiga mudrosti je sabrano djelo više generacija ali se tradicionalno smatra Konfucije kao autorom ili komentatorom knjige koja se upotrebljava u rasponu vise od 3000 godina.
Prvi zapisi pripisuju se kralju Venu (1150. godina prije nove ere) i njegovu sinu Džou a ostali tekst i tumačenje pripisuju se Konfuciju i njegovim učenicima. Dokaza za i protiv ovih tvrdnji nema.Tradicija govori da je trigrame otkrio car Fu Sji 2852-2738 prije nove ere, prvi poznati vladar u kineskoj povijesti i smatra se da su trigrami stariji od same Knjige promjene.  
Promjena nastaje međusobnim djelovanjem aspekata, principa jin i jang. Jang je nebo, aktivno, pozitivno, muško čvrsto, jako, svjetlo dok je jin zemlja pasivno, žensko, negativno, popustljivo, tamno. Međusobnom mješavinom u različitim razmjerima jina i janga nastaju kombinacije heksagrama. 64 heksagrama daju 4096 odgovora. Svaki stupanj udvostručuje se tako da odgovora može biti beskonačno, ali se najviše koriste 64 heksagrama što se smatra i dovoljnim.

## Tumačenje
Za ljude koji cijene harmoniju i vrlinu knjiga je od velike pomoći.Knjiga daje sugestije kako bi trebalo učiniti i uskladiti radnju s datim događajem ili ju izbjeći. Pomoć kako izvući najvišu kvalitetu života i življenja u harmoniji s okolnostima, bez obzira na teškoću okolnosti. Knjiga pospješuje načine postizanja unutrašnjeg zadovoljstva i u skladu je sa sredinom, a manje nastoji pomoći materijalnom zadovoljstvu u smislu bogaćenja. Duh same knjige nije pogodan za pitanja bogaćenja, kockanja i sličnih hazardnih igara. Za tumačenje je neophodna intuicija koja je kod zapadnjačkih naroda najmanje razvijena. Nekoliko tjedana, možda mjeseci vježbanja potrebno je za stjecanje razumnog umijeća. 

## 64 heksagrama
simboliziraju cjelokupan slijed promjena kroz koje sve u svemiru od mikro do makro univerzuma prolazi u neprekidnim ciklusima. Povezujući nasu radnju s dijelovima tog ciklusa možemo predvidjeti slijed događaja pa čak i utjecati na njega. Vrijednost pretkazivanja zavisit će o tome koliko smo voljni prihvatiti nepobitnu promjenu. Ako se pokušamo boriti u suprotnom pravcu od naznačenog, uništavamo harmoniju između nas i univerzalnih sila. Sa silama koje kontroliraju život i smrt ne možemo se trajno boriti. Mala je mogućnost pogreške pretkazivanja, jer knjiga nikad ne govori što će se desiti nego daje preporuke kako bi trebalo djelovati u određenom trenutku ili pokazuje kako prijeći teškoće. Ponekad knjiga upozorava na prepreke koje su nepremostive i savjetuje odustajanje. Odluka je na nama i kada je donesemo događaji prestaju biti pod našom kontrolom.
linije - svaki heksagram sastavni je dio dva trigrama tj. šest linija. Svaka linija je prekinuta ili cijela. Prekinute linije su jin-zemaljsko žensko pasivno negativno tamno. Pune linije su jang-nebesko muško čvrsto aktivno pozitivno. Pod izvjesnim okolnostima linije postaju pokretne i kreću se prema suprotnostima u koje i na kraju prelaze i nastaje novi heksagram.
trigrami su nastali od dvije osnovne linije principa jin i jang iz čega se rađaju trigrami Ćien i Kun (otac i majka). Zajedno oni predstavljaju cijeli svemir(nebo i zemlja) prvobitnost i stupanj od Apsolutnog Taj đi koje daju sljedećih šest trigrama (sinove i kćeri) koji se nalaze u promjenjivom odnosu međusobnog sklada i nesklada.Osam trigrama sto je i najveći matematički broj od dvije linije.Sljedeći svaki stupanj se udvostručuje 8x2=16, 16x2=32, 32x2=64.

## Tablica heksagrama
Tablica heksagrama s pinjinom pinyin-latinični prjevod (izgovor) kineskog pisma.
|    | Naziv                 | Pinjin   |    | Naziv              | Pinjin  |    | Naziv                 | Pinjin    |    | Naziv                  | Pinjin   |
| 01 | Kreativnost           | Ċien     | 17 | Praćenje           | Suei    | 33 | Popuštanje            | Dun       | 49 | Revolucija             | Ge       |
| 02 | Pasivnost             | Kun      | 18 | Propadanje         | Gu      | 34 | Moć velikog           | Da džuang | 50 | Žrtvena posuda         | Ding     |
| 03 | Teškoća               | Dżun     | 19 | Prilaženje         | Lin     | 35 | Napredak              | Đin       | 51 | Grom                   | Dźen     |
| 04 | Nezrelost             | Meng     | 20 | Gledanje           | Guan    | 36 | Pomračenje svjetlosti | Ming ji   | 52 | Uzdržavanje            | Gen      |
| 05 | Proračunato nedelanje | Sji      | 21 | Glodanje           | Śi ho   | 37 | Porodica              | Đia źen   | 53 | Postepeno napredovanje | Đien     |
| 06 | Sukob                 | Sung     | 22 | Otmjenost          | Bi      | 38 | Otuđeni               | Kuei      | 54 | Udavača                | Guei mei |
| 07 | Vojska                | Śi       | 23 | Uklanjanje         | Bo      | 39 | Nevolja               | Đien      | 55 | Obilje                 | Feng     |
| 08 | Jedinstvo             | Bi       | 24 | Povratak           | Fu      | 40 | Oslobođenje           | Sje       | 56 | Putnik                 | Li       |
| 09 | Manji njegovatelj     | Sjao ċu  | 25 | Čestitost          | Vu vang | 41 | Gubitak               | Sun       | 57 | Voljno potčinjavanje   | Sun      |
| 10 | Stupanje ponašanje    | Li       | 26 | Veliki njegovatelj | Da ċu   | 42 | Dobitak               | Ji        | 58 | Radost                 | Duei     |
| 11 | Mir                   | Tai      | 27 | Ishrana            | Ji      | 43 | Odlučnost             | Guai      | 59 | Rasturanje             | Huan     |
| 12 | Zastoj                | Pi       | 28 | Preobilje          | Da guo  | 44 | Dodir susret          | Gou       | 60 | Ograničenje            | Đie      |
| 13 | Ljubavnici            | Tung źen | 29 | Ponor              | Kan     | 45 | Okupljanje            | Cuei      | 61 | Povjerenje iskrenost   | Dźung fu |
| 14 | Veliki posjed         | Da ju    | 30 | Plamena ljepota    | Li      | 46 | Uspon                 | Śeng      | 62 | Mali dobitak           | Sjao guo |
| 15 | Skromnost             | Ċien     | 31 | Privlačenje        | Sjen    | 47 | Nevolja               | Kun       | 63 | Poslije dovršavanja    | Đi đi    |
| 16 | Spokoj                | Ji       | 32 | Dugotrajnost       | Heng    | 48 | Bunar                 | Đing      | 64 | Prije dovršavanja      | Vei đi   |